# Carlo Monaldi
Carlo Monaldi (Roma, 1683 circa – Roma, 1760 circa) è stato uno scultore italiano.

## Biografia
Si affermò giovanissimo come scultore in Roma, ottenendo la commessa per la realizzazione della statua dell'Umiltà nella Santa Maria Maddalena in Roma, partecipando poi tra il 1707 ed il 1707 ai numerosi concorsi a premi indetti dall'Accademia di San Luca di Roma, nei quali ottenne più premi (nel 1730 diverrà egli stesso membro di detta Accademia).
Entrato nella stima dell'ambasciatore portoghese a Roma, il generale dei frati minori Giuseppe Maria Figueiredo Fonseca da Evora, ottenne nel 1720 l'incarico di scolpire il San Francesco d'Assisi che si trova nella tribuna della cattedra, nella Basilica di San Pietro in Vaticano. Divenuto membro della Congregazione dei Virtuosi al Pantheon, realizzò per la Cappella di San Giuseppe nel Pantheon romano il rilievo a stucco Riposo in Egitto.
Tra il 1729 ed il 1730 realizzò la fontana in travertino con lo Sposalizio di Venezia con il mare nel cortile di Palazzo Venezia. Partecipò quindi alla decorazione della Cappella Corsini in San Giovanni in Laterano, dedicata a Sant'Andrea Corsini, che papa Clemente XII (nato Lorenzo Corsini) volle come suo monumento funebre, realizzando nel 1734 le due statue ai lati di quella di papa Clemente, l'Abbondanza e la Magnificenza.
I suoi rapporti con l'ambasciata del Portogallo gli valsero numerose commesse fra le cinquantotto statue per la Basilica di Nostra Signora e di Sant'Antonio di Mafra in Portogallo, che l'ambasciatore portoghese commise agli scultori romani. Su tale commessa il Monaldi scolpì per il portale della Basilica il bassorilievo Madonna col Bambino e S. Antonio e le statue di S. Domenico, San Francesco, San Sebastiano, San Vincenzo, Santa Teresa e San Filippo Neri, per la facciata esterna, e Sant'Elia per l'interno.
In occasione dell'ampliamento del porto di Ancona, i cui lavori vennero eseguiti sotto la direzione dell'architetto Luigi Vanvitelli, tra il 1733 e il 1738 il Monadi realizzò nel tempietto un bassorilievo in stucco rappresentante la Beata Vergine, il Bambino Gesù e san Rocco.
Verso il 1741 il Monaldi scolpì la statua in travertino di San Gregorio Magno per la loggia della Basilica Liberiana e poco dopo venne impegnato decorazione della navata centrale della Basilica di San Marco Evangelista al Campidoglio. Si trattò di altorilievi in stucco rappresentanti San Giacomo Maggiore che battezza Ermogene, San Filippo che battezza l'eunuco, la Vocazione di san Matteo, l'Incredulità di san Tommaso, San Giacomo Minore, San Paolo e il mago.
Realizzò infine negli anni 1750 e 1751, in collaborazione con l'architetto Gerolamo Theodoli, il monumento funebre del cardinale Prospero Marefoschi nella chiesa romana di San Salvatore in Lauro.

## Galleria d'immagini
Statue realizzate per la Basilica di Nostra Signora e di Sant'Antonio a Mafra:

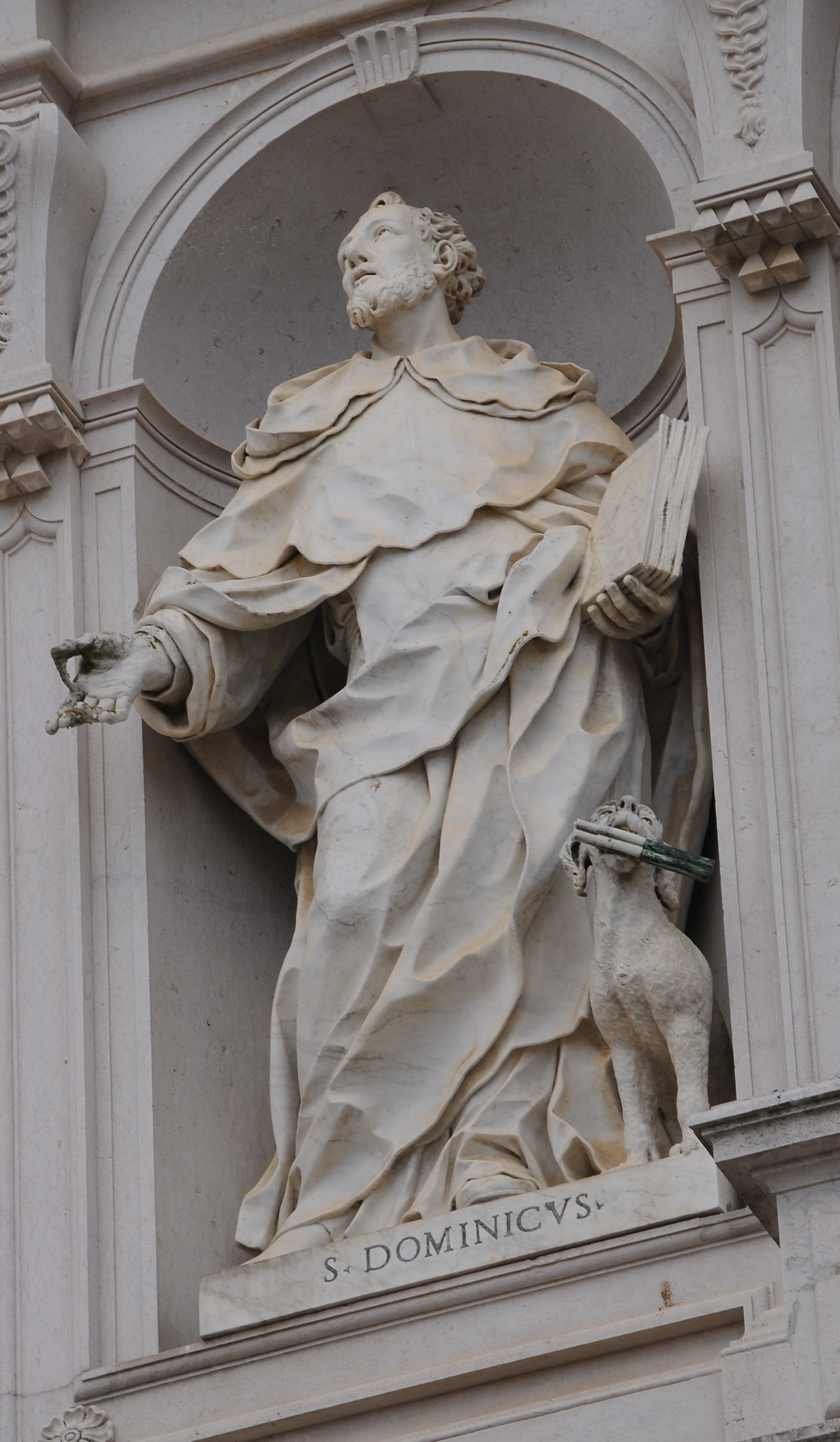
San Domenico
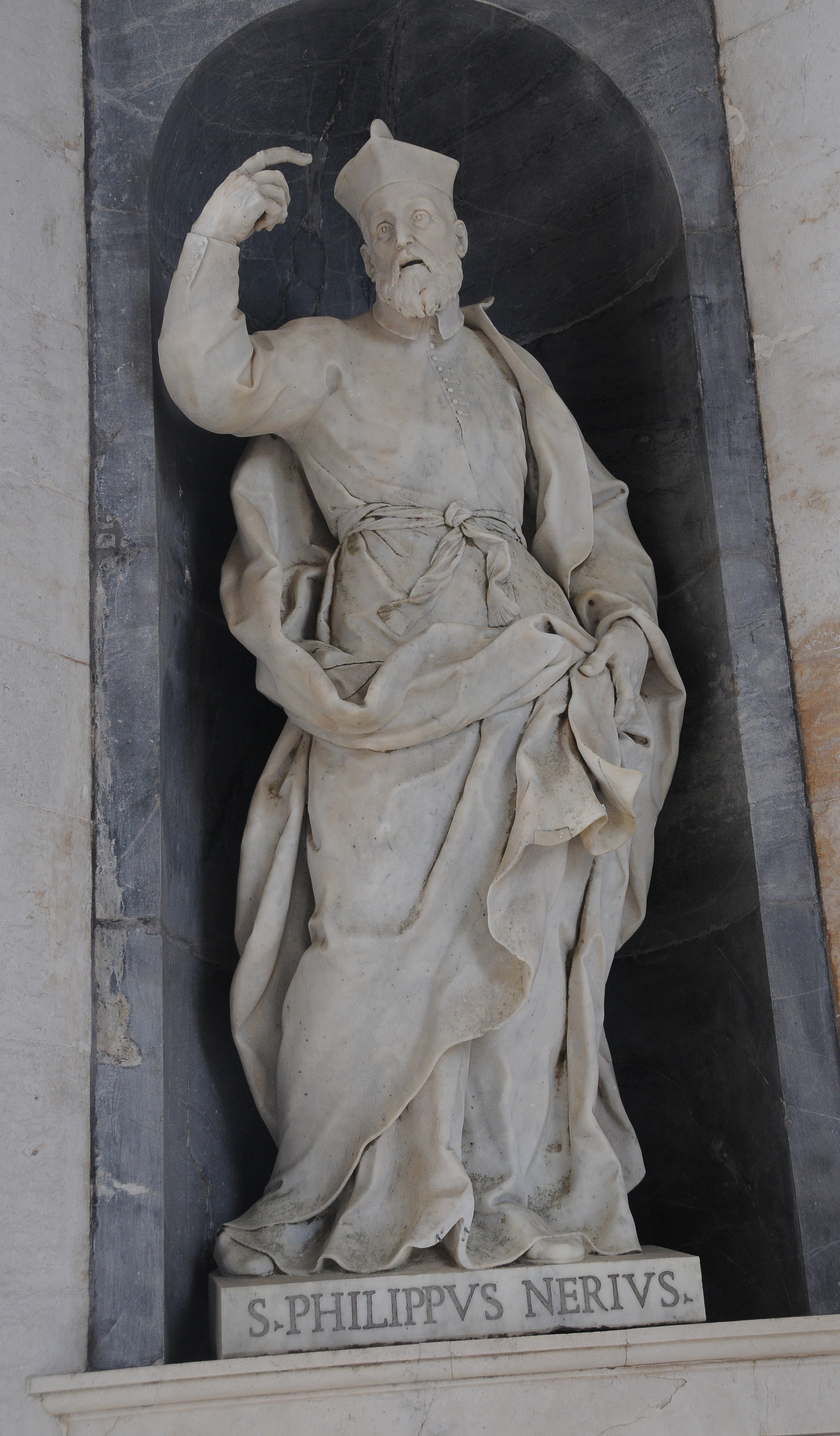
San Filippo Neri
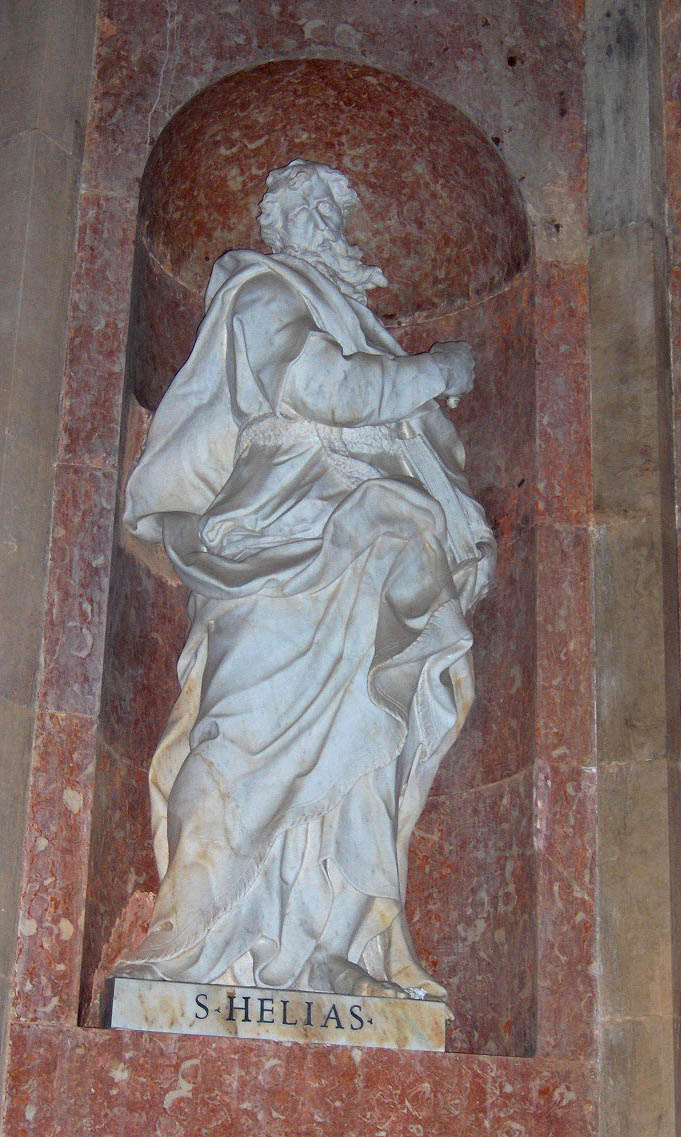
Sant'Elia
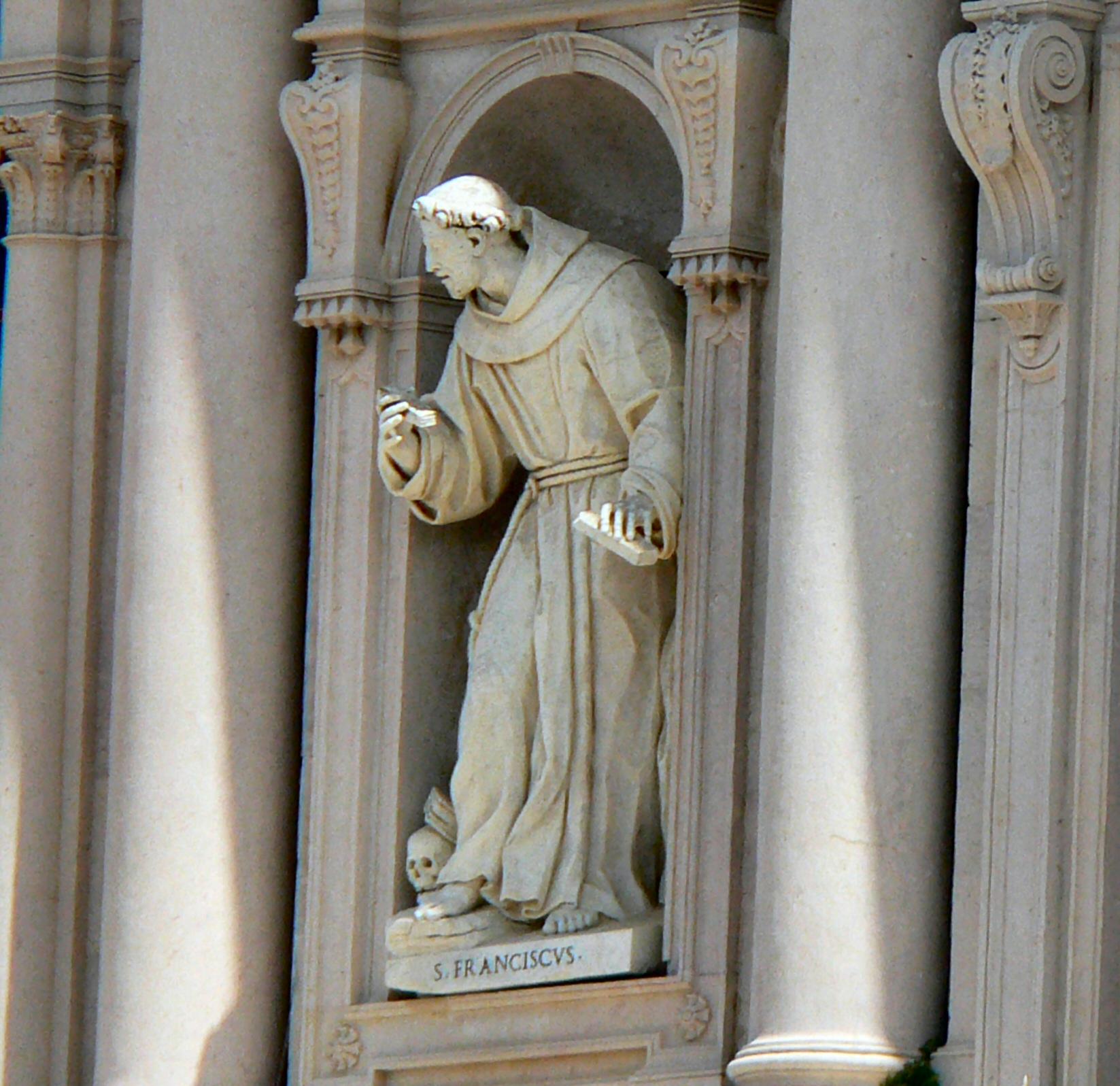
San Francesco d'Assisi
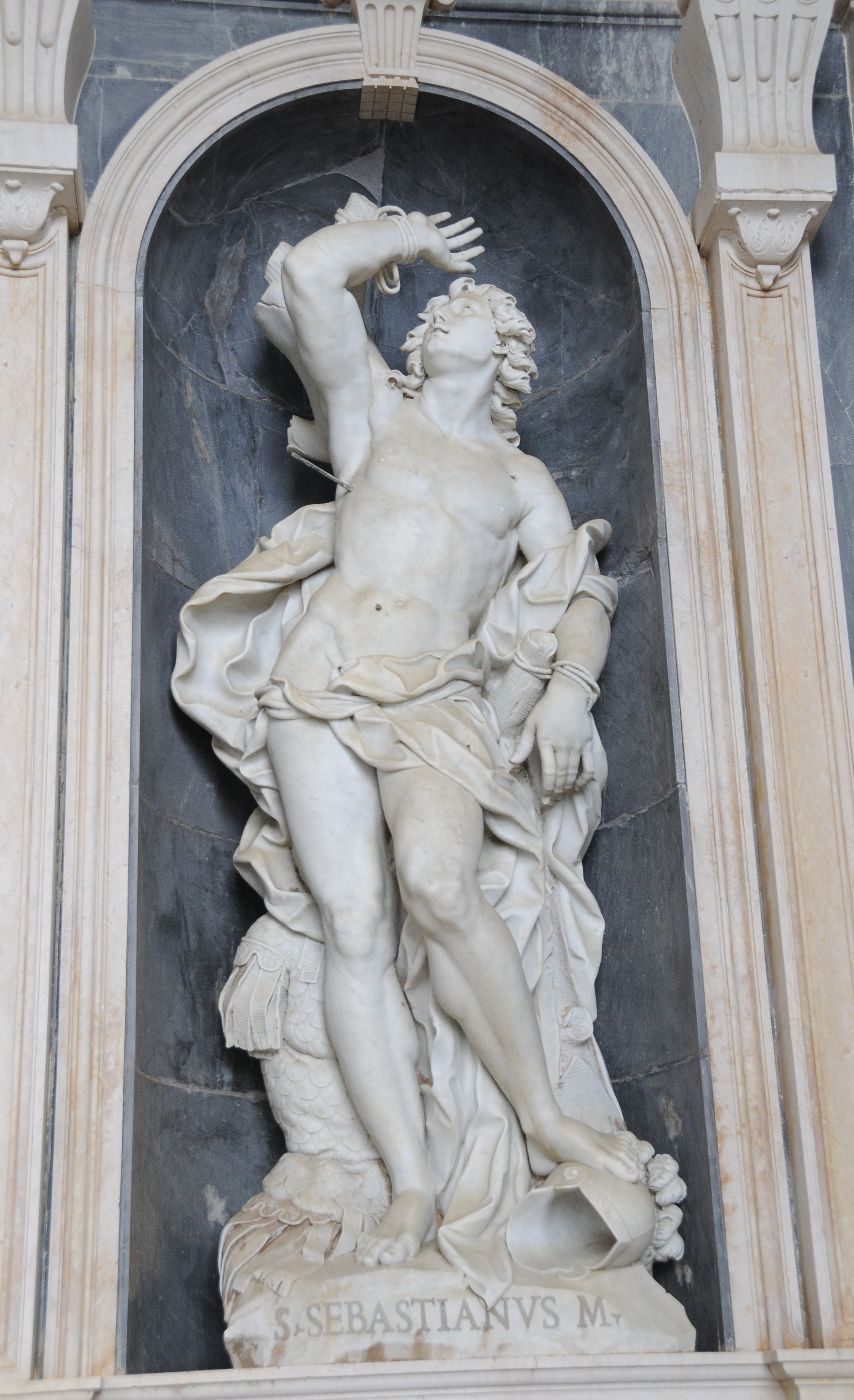
San Sebastiano
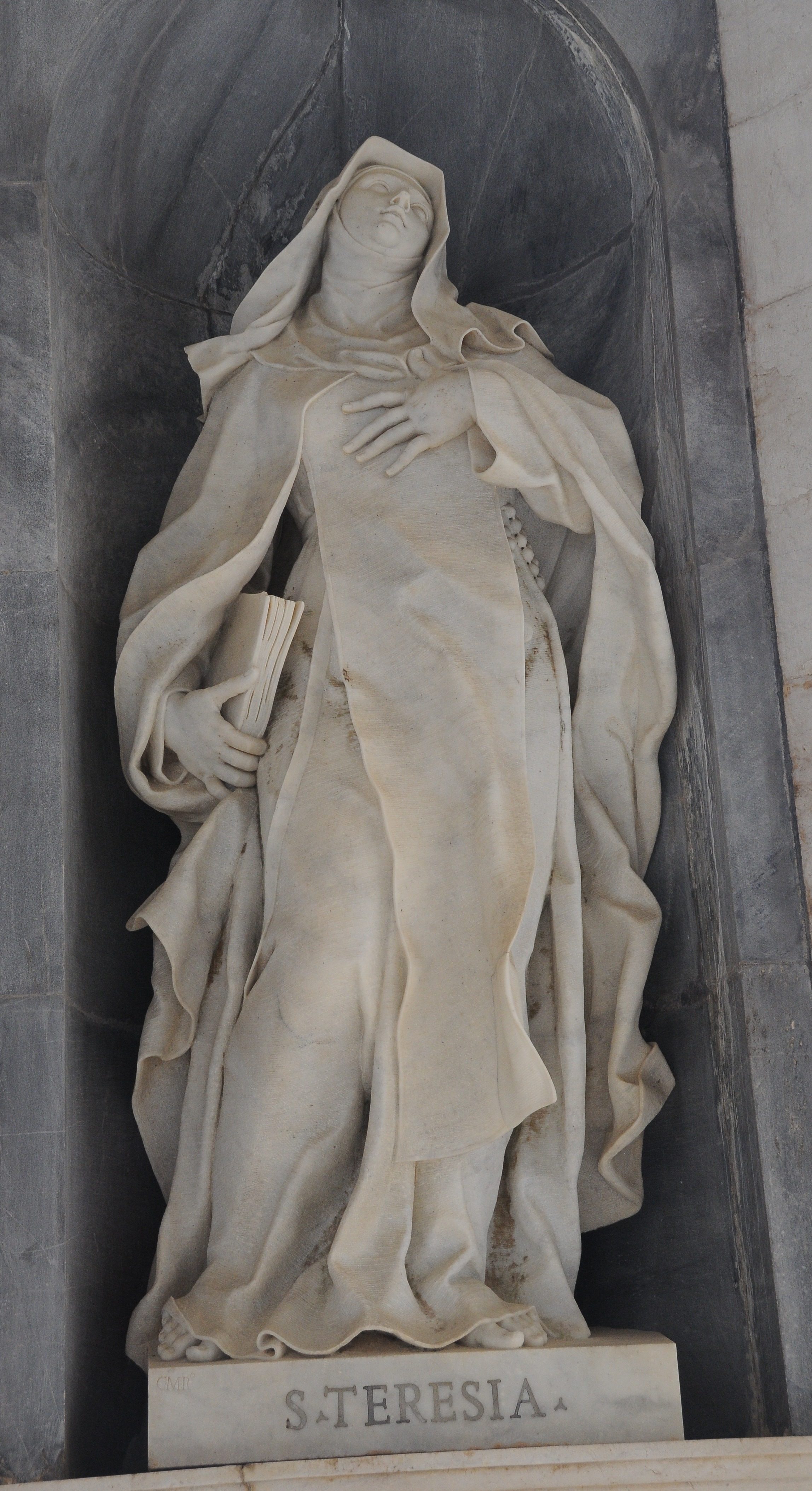
Santa Teresa d'Avila